# Clinton (Indiana)
Clinton ist eine City in der Clinton Township des Vermillion County im Bundesstaat Indiana in den Vereinigten Staaten. Bei der Volkszählung 2020 betrug die Bevölkerungszahl 4831. Clinton ist die größte Stadt im Vermillion County.

## Geschichte
Bereits vor der Gründung von Clinton war an gleicher Stelle seit 1823 ein Postamt in Betrieb.
Die Stadt wurde 1829 gegründet und ist nach DeWitt Clinton, Gouverneur von New York von 1817 bis 1823, benannt. Viele der ersten Einwohner waren Einwanderer insbesondere aus Norditalien, Österreich und Schottland, die in den ansässigen Kohlengruben arbeiteten. Im Gegensatz dazu stammte die Mehrheit der italienischen Einwanderer nach Amerika im selben Zeitraum aus Süditalien. Nach der Aufgabe des Kohlebergbaus blieben viele der italienischen Siedler in Clinton.
Die Ziegelei „Clinton Paving and Building Brick Company“ wurde 1893 gegründet und produzierte zu diesem Zeitpunkt 40.000 Ziegel pro Tag.
Die historischen Stadtteile Innenstadt (Clinton Downtown) und Hill Crest sind im National Register of Historic Places aufgeführt.
Im Jahr 2016 veröffentlichte eine Satire News Website eine Fake News Story über die Stadt mit der Behauptung, der Bürgermeister wolle den Namen der Stadt ändern, um nicht auf Bill und Hillary Clinton zu verweisen.

## Geographie

Karte von Clinton

Clinton liegt im südlichen Teil des Countys am Wabash River. Durch die Stadt führt die Indiana State Road 163, die jenseits des Flusses Wabash River im benachbarten Parke County an dem von Nord nach Süd verlaufenden U.S. Highway 41 (Upper Peninsula of Michigan–Miami) beginnt und westlich der Stadt von der Indiana State Road 63 gekreuzt wird. Bis zur Interstate 70 bei Terre Haute sind es rund 30 Kilometer. Die kleinere Stadt Fairview Park grenzt im Norden übergangslos direkt an die Stadt Clinton.
Nach Angaben des United States Census Bureau hat Clinton eine Gesamtfläche von 5,90 km², wovon 99,16 % Land und 0,84 % Wasserfläche sind.

## Demographie
Laut Volkszählung von 2010 hatte die Stadt 4893 Einwohner, die in 1988 Haushalten und 1232 Familien lebten. Die Bevölkerungsdichte betrug 839 Menschen je km². Es existierten 2332 Wohneinheiten. In der Stadt lebten 97,5 % Weiße, 0,2 % Afroamerikaner, 0,3 % amerikanische Ureinwohner, 0,2 % Asiaten und 1,7 % von anderen ethnischen Bevölkerungsgruppen. Hispanic oder Latino waren 1,0 % der Bevölkerung.
Von den 1988 Haushalten hatten 32,8 % Kinder unter 18 Jahren. 40,8 % waren verheiratet. 15,6 % hatten einen weiblichen Haushaltsvorstand ohne Ehemann, 5,5 % hatten einen männlichen Haushaltsvorstand ohne anwesende Frau und 38,0 % waren keine Familie. 33,2 % aller Haushalte bestanden aus Einzelpersonen und 13,9 % hatten jemanden, der allein lebte und 65 Jahre oder älter war. Die durchschnittliche Haushaltsgröße betrug 2,36 und die durchschnittliche Familiengröße 2,96 Personen.
Das Durchschnittsalter in Clinton betrug 38,8 Jahre. 24,7 % der Einwohner waren jünger als 18 Jahre; 8 % waren zwischen 18 und 24 Jahre alt; 25,4 % waren 25 bis 44; 24,2 % waren von 45 bis 64; und 17,7 % waren 65 Jahre oder älter. Die geschlechtsspezifische Zusammensetzung der Stadt betrug 47,5 % Männer und 52,5 % Frauen.

## Einwohnerentwicklung
| Jahr | Einwohner |
| ---- | --------- |
| 1850 | 321       |
| 1860 | 307       |
| 1870 | 564       |
| 1880 | 965       |
| 1890 | 1365      |
| 1900 | 2918      |

| Jahr | Einwohner |
| ---- | --------- |
| 1910 | 6229      |
| 1920 | 10962     |
| 1930 | 7936      |
| 1940 | 7092      |
| 1950 | 6462      |
| 1960 | 5843      |

| Jahr  | Einwohner |
| ----- | --------- |
| 1970  | 5340      |
| 1980  | 5267      |
| 1990  | 5040      |
| 2000  | 5126      |
| 2010  | 4893      |
| 2019¹ | 4686      |

Quelle: U.S. Decennial Census
¹ 2019: Schätzung

## Politik
Der derzeitige Bürgermeister ist Jack Gilfoy Jr.
Der Stadtrat von Clinton setzt sich aus fünf Ratsmitgliedern, drei Demokraten und zwei Republikanern, zusammen.
Des Weiteren besitzt die Stadt eine Polizeistation sowie eine Feuerwehr, die von Berufsfeuerwehrleuten und Freiwilligen unterhalten wird.

## Wirtschaft
Bedeutende Unternehmen in Clinton sind Elanco, eine Tochtergesellschaft von Eli Lilly and Company, die Arzneimittel für Tiergesundheit und Lebensmittelsicherheit herstellt, und eine auf Infrastruktur und Alternative Energie (IEA) spezialisierte Tochtergesellschaft von White Construction Inc., die beim Aufbau einer Energieinfrastruktur in ganz Nordamerika tätig ist. Beide Unternehmen haben ihren Hauptsitz in Indianapolis. Andere lokale Arbeitgeber sind Duke Energy, MSI Construction Inc, International Paper und National Gypsum Company, die sich im Norden der Stadt befinden. Die Errichtung des „Vermillion Rise Mega Parks“ bietet  Investoren Firmengründungen am Standort des ehemaligen Newport Chemical Depot.
Im Gesundheitswesen wird die Stadt vom „Union Hospital Clinton“ versorgt. Das Hospital gehört zum „Union Health“ Gesundheitssystem in Terre Haute, das dort mit dem „Union Hospital“ und der „Union Medical Group“ weitere medizinische Leistungen anbietet.

## Bildung
In Clinton befinden sich drei Elementary Schools, die South Vermillion Middle School und die South Vermillion High School.
Die Stadt hat mit der „Clinton Public Library“ eine öffentliche Leihbibliothek.

## Persönlichkeiten
- Lawrence J. Giacoletto (1916–2004), bekannt für seine Arbeit auf dem Gebiet der Halbleiterschaltungstechnik.
- Margaret Gisolo (1914–2009), Baseball-Pionierin, besuchte die High School in Clinton.
- Charles Edward Jones (1952–2001), Astronaut, der bei den Anschlägen vom 11. September getötet wurde.
- Ken Kercheval (1935–2019), Schauspieler, bekannt für seine Rolle Cliff Barnes in der Fernsehserie Dallas.
- Jill Marie Landis (* 1948), preisgekrönte Romanautorin.
- Claude Matthews (1845–1898), ehemaliger Gouverneur von Indiana.
- Carrie Parker, die erste Afroamerikanerin, die eine Vermillion County-Schule absolvierte, und höchstwahrscheinlich 1897 die erste, die die Indiana University besuchte.
- Danny Polo (1901–1949), Musiker, der von Benny Goodman als „der größte Klarinettenspieler der Welt“ proklamiert wurde.
- Henry Dana Washburn (1832–1871), Bürgerkriegsgeneral, US-Kongressabgeordneter, Entdecker. Als Generalvermesser des Montana-Territoriums leitete er die erste Regierungsvermessung des Yellowstone-Parks.